# Dichelotarsus kolymensis
Dichelotarsus kolymensis es una especie de coleóptero de la familia Cantharidae.

## Distribución geográfica
Habita en Rusia.